# Жагабулак
Жагабулак (каз. Жағабұлақ) — село в Мугалжарском районе Актюбинской области Казахстана. Административный центр Батпаккольского сельского округа. Код КАТО — 154837100.

## Население
В 1999 году население села составляло 1231 человек (610 мужчин и 621 женщина). По данным переписи 2009 года, в селе проживали 1253 человека (603 мужчины и 650 женщин).